# Майер, Шарль
Шарль Майер (фр. Charles Mayer, собственно Карл Майер, нем. Carl Mayer; 21 марта 1799, Кёнигсберг — 2 июля 1862, Дрезден) — российско-германский пианист и композитор.
Ребёнком переселился с отцом-кларнетистом из Германии в Россию. Жил в Москве и Санкт-Петербурге, обучаясь игре на фортепиано у своей матери, а затем у Джона Филда. С 15-летнего возраста на протяжении многих лет гастролировал по Европе. С 1819 года вёл обширную преподавательскую деятельность в Петербурге, где среди его учеников был М. И. Глинка, вспоминавший затем о Майере:
Он более других содействовал развитию моего музыкального таланта… Он не ограничился тем только, что, требуя от меня отчётливого и непринуждённого исполнения, вставал решительно против изысканного и утончённого выражения в игре, но также, по возможности соображаясь с тогдашними моими понятиями, объясняя мне естественно и без педантства достоинства пьес, отличая классические от хороших, а сии последние — от плохих.
В 1844 году стоял у истоков первой попытки создания в Санкт-Петербурге консерватории (попытка завершилась неудачей и была успешно повторена Антоном Рубинштейном спустя почти 20 лет). В 1850 году вернулся в Германию, обосновавшись в Дрездене, где продолжил концертную и педагогическую карьеру.
Написал два фортепианных концерта, несколько сотен салонных и концертных пьес для фортепиано, а также сборник упражнений «Новая школа беглости» (нем. Neue Schule der Geläufigkeit).